# Führerbegleitkommando

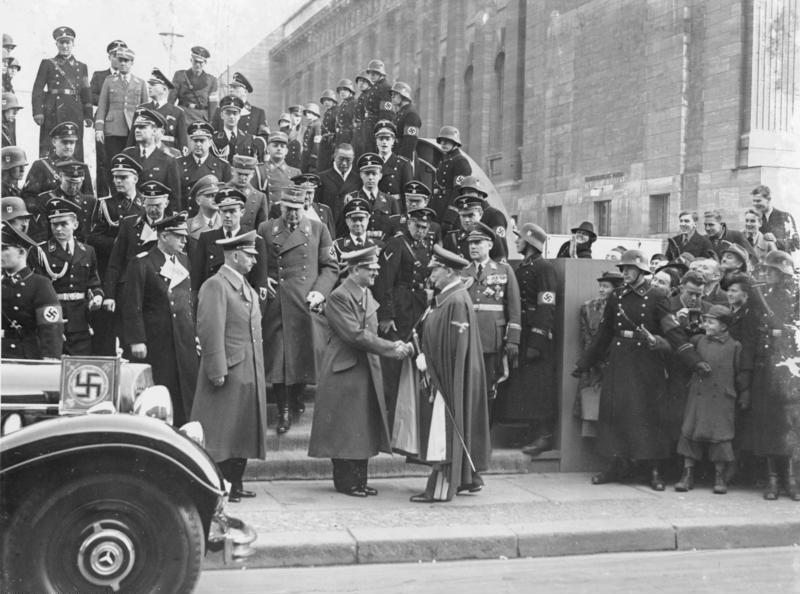
Das Führerbegleitkommando im Einsatz

Das Führerbegleitkommando (FBK) war eine am 29. Februar 1932 auf Veranlassung von Heinrich Himmler ins Leben gerufene Einheit, die mit dem Personenschutz von Adolf Hitler betraut war. Das Führerbegleitkommando ist nicht zu verwechseln mit dem 1933 als unabhängige Einheit ins Leben gerufenen „Kommando zum Schutz des Führers“ (Kriminalkommando, Kommando z. b. V.) oder dem von der Wehrmacht während des Zweiten Weltkriegs gestellten Führer-Begleit-Bataillon. Während das Kriminalkommando 1934 im Reichssicherheitsdienst aufging, blieb das Führerbegleitkommando bis 1945 als eigenständige Einheit bestehen.

## Geschichte

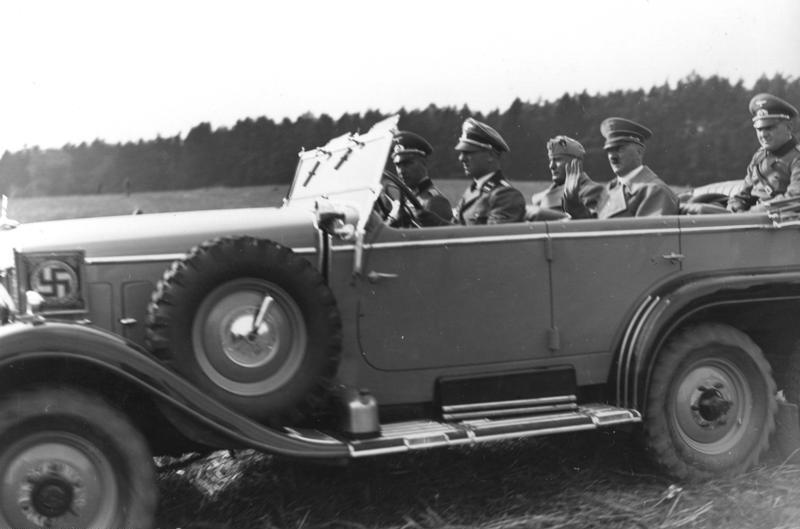
Hitler und Mussolini mit Fahrer bei einem Wehrmachtsmanöver 1937

Nachdem Hitler bereits seit den frühen 1920er Jahren von verschiedenen Leibwächtern begleitet worden war, wurde sein Personenschutz im Frühjahr 1932, im Vorfeld der Reichstagswahl Juli 1932, auf eine neue Grundlage gestellt: Heinrich Himmler suchte zu diesem Zweck zwölf SS-Männer aus, die er Hitler als potentielle Leibwächter vorstellte. Von diesen wählte Hitler acht aus, die sich fortan als engster Ring seines persönlichen Personenschutzes unter dem Namen Führerbegleitkommando ständig in seiner Nähe aufhielten.
Die acht Männer, die das ursprüngliche Führerbegleitkommando bildeten, waren:
- Adolf Dirr (* 14. Februar 1907 in München; † 1998)[1][2]
- Bodo Gelzenleuchter (* 15. Mai 1905 in Darmstadt; † nach 1943)
- Bruno Gesche (* 5. November 1905 in Berlin; † 7. August 1982 in Hannover)
- Kurt Werner Rudolf Gildisch (* 2. März 1904 in Potrempschen, Ostpreußen; † 5. März 1956 in West-Berlin)
- Willy Herzberger (* 11. Juli 1895 in Kattowitz; † unbekannt)
- Erich Kempka (* 16. September 1910 in Oberhausen; † 24. Januar 1975 in Freiberg am Neckar)[3]
- August Körber (* 27. Januar 1905 in Edesheim (Northeim); † 4. Februar 1983 in Northeim)
- Franz Schädle (* 19. November 1906 in Westerheim; † 2. Mai 1945 in Berlin, Reichskanzlei)

Erstmals in Erscheinung trat das Führerbegleitkommando während der Wahlkampfreisen Hitlers im Jahr 1932. Im März 1933 bekam das Führerbegleitkommando durch das von Himmler aufgestellte Kommando zum Schutz des Führers Konkurrenz. Das folgte aus der Neigung Hitlers, mehreren Organisationen die gleichen Aufgaben zu geben. So buhlten sie um die Gunst des „Führers“. Anders als das Führerbegleitkommando, dessen Angehörige vor allem altgediente SS-„Raufbolde“ ohne besondere Ausbildung waren, bestand das Kommando zum Schutz des Führers aus professionellen Kriminalbeamten mit Erfahrung im Personenschutz.
Seit 1934 gehörten die Mitglieder des Führerbegleitkommandos verwaltungsmäßig dem Stab der 1933 gegründeten Leibstandarte SS Adolf Hitler an, der persönlichen Leibgarde Hitlers. Das Führerbegleitkommando wurde bis Kriegsende mehrfach personell aufgestockt. Ab 1937 waren es 17, ab 1939 30 und ab Juli 1941 bereits 53 Mann. Ab dem 13. Januar 1943 bis Kriegsende 1945 bestand das Führerbegleitkommando aus 31 Offizieren und 112 Unteroffizieren.
Das Führerbegleitkommando bestand bis zum Tod Hitlers am 30. April 1945. Sein letzter Kommandeur Franz Schädle erschoss sich einen Tag nach dem Suizid Hitlers. Der SS-Hauptsturmführer Helmut Beermann konnte beim Ausbruch aus der Reichskanzlei in der Nacht zum 2. Mai 1945 den sowjetischen Truppen entkommen.
In der Nachkriegszeit wurden die überlebenden Mitglieder des Kommandos vielfach von Historikern als Zeugen bei der Untersuchung der Geschichte der NS-Zeit im Allgemeinen sowie der politischen und privaten Biografie Hitlers im Besonderen befragt.
Sonstiges

Am 15. Dezember 1937 leitete der SD-Führer des SS-Oberabschnitt-West ein Disziplinarverfahren gegen Willy Herzberger ein, weil er einen mehrfach vorbestraften Mann namens Hermann Rix als Agenten verwendete und der Zollfahndungsstelle als Mitarbeiter empfohlen hatte sowie privat ein freundschaftliches Verhältnis mit diesem eingegangen war, das als nicht mit seinen dienstlichen Interessen vereinbar angesehen wurde. Dieses Verfahren wurde 1939 aufgrund einer allgemeinen SS-Amnestie Himmlers von 1939 eingestellt.
Am 19. Februar 1942 wurde Herzberger in Haft genommen, weil er „pflichtwidrig dazu beigetragen [hatte], dass inhaftierte Juden aus der Schutzhaft entlassen wurden“, nachdem deren Angehörige erhebliche Geldbeträge an das von dem Juden Weiss und dem Kriminalangestellten Siedler unterhaltene Wirtschaftsbüro zahlten. Herzberger hatte sowohl von Weiss als auch von Siedler Darlehen und Geschenke erhalten. Am 29. August 1942 wurde er deswegen vom SS- und Polizeigericht III wegen „militärischem Ungehorsam, schwerer passiver Bestechung und Untreu“ zu einer Zuchthausstrafe von zehn Jahren verurteilt. In der Neuverhandlung am 25. Oktober 1943 wurde er zunächst zu einer Zuchthausstrafe von zwölf Jahren und Aberkennung der bürgerlichen Ehrenrechte auf Dauer von zwölf Jahren verurteilt, aus der SS ausgestoßen und für wehrunwürdig erklärt. Später wurde die Zuchthausstrafe auf 15 Jahre heraufgesetzt und die Aberkennung der bürgerlichen Ehrenrechte auf zehn Jahre verkürzt.

## Aufgaben

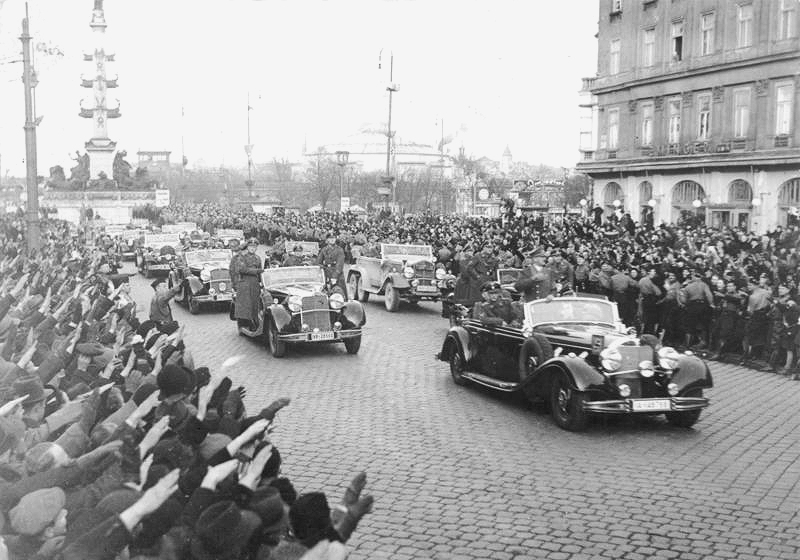
Das Führerbegleitkommando in und auf den Begleitfahrzeugen

Das Führerbegleitkommando hatte die Aufgabe, Hitler außerhalb seiner Wohnungen, Amtssitze und Hauptquartiere gegen Angriffe und Belästigungen abzuschirmen. Diese Aufgaben wurden u. a. zu Fuß sowie auf Fahrzeugen in Wagenkolonnen (siehe Bild) wahrgenommen.
August Körber z. B. musste im Sommer 1944 zu einem Fronteinsatz, da Hitler darauf bestand, dass seine Leibwachen auch Fronterfahrung machen sollten; Körber versah seinen Frontdienst bei einer Mörserbatterie der Leibstandarte SS Adolf Hitler.

## Kommandeure
- März bis Herbst 1932: Bodo Gelzenleuchter
- Herbst 1932 bis 11. April 1933: Willy Herzberger
- 11. April 1933 bis 15. Juni 1934: Kurt Gildisch
- 15. Juni 1934 bis Dezember 1944/Januar 1945: Bruno Gesche
- Januar bis April 1945: Franz Schädle

Obwohl die jeweiligen Kommandeure formell Sepp Dietrich von der Leibstandarte SS Adolf Hitler unterstanden, bekamen sie ihre Befehle direkt von Hitler bzw. in den letzten Jahren von seinem Chef-Adjutanten Julius Schaub.

## Weitere Mitglieder
- Max Wünsche, SS-Standartenführer
- Heinz Linge, SS-Obersturmbannführer
- Fritz Darges, SS-Obersturmbannführer
- Richard Schulze-Kossens, SS-Obersturmbannführer[13]
- Otto Günsche, SS-Sturmbannführer
- Helmut Beermann, SS-Hauptsturmführer
- Helmut Frick, SS-Obersturmführer[14]
- Hermann Bornhold, SS-Obersturmführer[15]
- Rochus Misch, SS-Oberscharführer
- Werner Schwiedel, SS-Oberscharführer[16]

## „Begleitkommando II“
Parallel zum Führerbegleitkommando wurde im Februar 1933 das „SS-Sonderkommando Reichskanzlei-Palais“, das auch als „Begleitkommando II des Führers“ bezeichnet wurde, geschaffen. Dieses unterstand dem SS-Standartenführer Hans Ebhardt und war mit der Sicherung des Gebäudes der Reichskanzlei betraut.